# Премія «Люм'єр» (15-та церемонія)
15-та церемонія вручення Премії Люм'єр французької Академії Люм'єр відбулася 15 січня 2010 «Отель-де-Віль» у Парижі. Церемонія проходила під головуванням Режиса Варньє. Фільм Ласкаво просимо отримав перемогу як «Найкращий фільм».

## Переможці та номінанти
Переможців у списку виділено жирним.
| Найкращий фільм | Найкращий режисер |
| --- | --- |
| Ласкаво просимо - Пророк - В електричному тумані - Коко до Шанель - На початку | Жак Одіар — Пророк - Бертран Таверньє — В електричному тумані - Анн Фонтен — Коко до Шанель - Філіпп Льоре — Ласкаво просимо - Ксав'є Джаннолі — На початку                                                                          |
| Найкращий актор | Найкраща акторка |
| Тахар Рахім — Пророк - Франсуа Клюзе — На початку - Іван Атталь — Викрадення - Венсан Ліндон — Ласкаво просимо - Ромен Дюрі — Переслідування | Ізабель Аджані — Останній урок - Сандрін Кіберлен — Мадемуазель Шамбон - Домінік Блан — Інша - Валерія Бруні-Тедескі — Давні коханці - Одрі Тоту — Коко до Шанель                                                                    |
| Найперспективніший актор | Найперспективніша акторка |
| Венсан Лакост та Ентоні Соніґо — Красиві хлопчаки - Самі Сегір — Нейї, її мати! - Фірат Айверді — Ласкаво просимо - Максим Годар — Маленький Ніколя | Полін Етьєн — Нам би лише день вистояти... - Кріста Тере — LOL - Геренс Ле Гієрмік — Їжачок - Маті Діоп — 35 стопок рому - Жулі Соколовськи — Хадевейх                                                                               |
| Найкращий сценарій | Найкращий франкомовний фільм |
| Батько моїх дітей — Міа Гансен-Леве - Пророк — Жак Одіар, Тома Бідеґен, Абдель Рауф Дафрі та Ніколя Пюфалі - Концерт — Ален-Мішель Блан, Гектор Кабелло Рейс, Т'єррі Дегранді, Раду Міхайляну, Метью Роббінс - Ласкаво просимо — Олівер Адам, Еммануель Коурколь, Філіпп Льоре - Нічого особистого — Матіас Гокальп та Надін Ламарі | Я вбив свою маму — Канада - Негідниці — Франція Камерун - Один день — Франція Швейцарія - Де рука людини без голови — Бельгія - Приватні уроки — Франція Бельгія - Небесні пташки (За океаном) — Кот-д'Івуар Франція Велика Британія |
| Найкращий оператор | Приз глядацький симпатій (представлено TV5 MONDE) |
| Глінн Спекарт — На початку | Де рука людини без голови — Гійом Маландрен та Стефан Маландрен |